# غرابي (حسيني)
غرابي (بالفارسية: غرابی) هي منطقة سكنية تقع في إيران في قسم حسيني الريفي. يقدر عدد سكانها بـ 86 نسمة بحسب إحصاء 2016.